# رايتناو
رايتناو (بالألمانية: Reitnau)، هي بلدة سويسرية تقع وسط البلاد، يبلغ عدد سكانها نحو 1,243 نسمة حسب إحصائيات 2018.
الموقع الجغرافي: تقع رايتناو في الجزء الأوسط من سويسرا، وتُحيط بها بلديات أخرى ضمن مقاطعة زوفينجن.
اللغة الرسمية: اللغة الرسمية في رايتناو هي الألمانية السويسرية.
الرمز البريدي: الرمز البريدي لرايتناو هو 5057.